# Filipe de Magalhães
Filipe de Magalhães (Azeitão, c. 1571 - Lisboa, 1652) fue un compositor portugués de polifonía sacra.

## Vida
Filipe de Magalhães nació en Azeitão, Portugal, en 1571. Estudió música en la catedral de Évora con Manuel Mendes y era compañero de Duarte Lobo y Manuel Cardoso. En 1589 sustituyó a Manuel Mendes como maestro de los claustros de la catedral. Fue a Lisboa, donde fue miembro del coro de la capilla real y maestro de la Capilla de la Misericordia. El 27 de marzo de 1623, fue nombrado maestro de la capilla real, donde permaneció hasta 1641.
En Évora, fue profesor de Estevão de Brito, Esteban López Morago y Manuel Correa, que mantuvo la escuela de música de la catedral de Évora.

## Obra
Magalhães se dedicó a la composición de obras sacras para la liturgia, en el estilo polifónico. La mayoría de ellas fueron publicadas en colecciones como la Missarum Liber y los Cantica Beatissima Virgines, publicado en Lisboa en 1639. También escribió un libro de canto gregoriano, Cantus Ecclesiasticus, que fue publicado en cinco ediciones diferentes (los primeros en Lisboa en 1614 y en Antuérpia, en 1642, y la última en 1724).
El catálogo de la biblioteca de música del rey Juan IV de Portugal también menciona una misa a 8 voces, Lamentaciones a 6 voces para el Jueves Santo, un villancico de Navidad a 5 voces y cinco motetes a 5 y 6 voces. Las obras presentes en la biblioteca del rey se perdieron durante el Terremoto de 1755.